# GP3 Series 2013
La stagione 2013 della GP3 Series è la quarta della categoria, nata a supporto della GP2 Series. È iniziata l'11 maggio e si è conclusa il 3 novembre, dopo 16 gare. Il titolo piloti è andato al russo Daniil Kvyat, quello per le scuderie alla francese ART Grand Prix.

## La pre-stagione

### Calendario
Il calendario è stato reso noto il 19 dicembre 2012. Il formato rimane non modificato, con le gare a supporto del campionato mondiale di Formula 1 2013 e dell'altra categoria GP2 Series, più l'aggiunta di una tappa autonoma rispetto ai calendari dei due campionati, da tenersi sul circuito Ricardo Tormo di Valencia.
| Gara | Gara | Circuito                          | Giri | Lunghezza                 | Data        | Ora   | Supporto                          |
| ---- | ---- | --------------------------------- | ---- | ------------------------- | ----------- | ----- | --------------------------------- |
| 1    | G1   | Circuito di Catalogna, Barcellona | 17   | 17 x 4,655 km = 79,135 km | 11 maggio   | 17:20 | Gran Premio di Spagna 2013        |
| 1    | G2   | Circuito di Catalogna, Barcellona | 17   | 17 x 4,655 km = 79,135 km | 12 maggio   | 09:25 | Gran Premio di Spagna 2013        |
| 2    | G1   | Circuito Ricardo Tormo, Valencia  | 18   | 18 x 4,005 km = 72,090 km | 16 giugno   | 11:00 |                                   |
| 2    | G2   | Circuito Ricardo Tormo, Valencia  | 18   | 18 x 4,005 km = 72,090 km | 16 giugno   | 15:00 |                                   |
| 3    | G1   | Circuito di Silverstone           | 15   | 15 x 5,891 km = 88,365 km | 29 giugno   | 16:20 | Gran Premio di Gran Bretagna 2013 |
| 3    | G2   | Circuito di Silverstone           | 15   | 15 x 5,891 km = 88,365 km | 30 giugno   | 08:25 | Gran Premio di Gran Bretagna 2013 |
| 4    | G1   | Nürburgring                       | 15   | 15 x 5,148 km = 77,220 km | 6 luglio    | 17:20 | Gran Premio di Germania 2013      |
| 4    | G2   | Nürburgring                       | 15   | 15 x 5,148 km = 77,220 km | 7 luglio    | 09:25 | Gran Premio di Germania 2013      |
| 5    | G1   | Hungaroring, Mogyoród             | 17   | 17 x 4,381 km = 74,477 km | 27 luglio   | 17:20 | Gran Premio d'Ungheria 2013       |
| 5    | G2   | Hungaroring, Mogyoród             | 17   | 17 x 4,381 km = 74,477 km | 28 luglio   | 09:25 | Gran Premio d'Ungheria 2013       |
| 6    | G1   | Circuito di Spa-Francorchamps     | 13   | 13 x 7,004 km = 91,052 km | 24 agosto   | 17:20 | Gran Premio del Belgio 2013       |
| 6    | G2   | Circuito di Spa-Francorchamps     | 13   | 13 x 7,004 km = 91,052 km | 25 agosto   | 09:25 | Gran Premio del Belgio 2013       |
| 7    | G1   | Autodromo Nazionale Monza         | 17   | 17 x 5,793 km = 98,481 km | 7 settembre | 17:20 | Gran Premio d'Italia 2013         |
| 7    | G2   | Autodromo Nazionale Monza         | 17   | 17 x 5,793 km = 98,481 km | 8 settembre | 09:25 | Gran Premio d'Italia 2013         |
| 8    | G1   | Circuito di Yas Marina, Isola Yas | 14   | 14 x 5,554 km = 77,756 km | 2 novembre  | 18:35 | Gran Premio di Abu Dhabi 2013     |
| 8    | G2   | Circuito di Yas Marina, Isola Yas | 14   | 14 x 5,554 km = 77,756 km | 3 novembre  | 12:00 | Gran Premio di Abu Dhabi 2013     |

## Piloti e scuderie

### Scuderie
L'ART Grand Prix perde l'abbinamento con la Lotus Cars, tornando al nome originario. La Bamboo Engineering, scuderia già impegnata nel WTCC prende il posto dell'Atech CRS Grand Prix.
L'Ocean Racing Technology abbandona, oltre che la GP2, anche la GP3: in tale categoria è rimpiazzata dalla Koiranen Motorsport. La Status GP crea una collaborazione con l'iSport International.

### Piloti
L'ART Grand Prix ingaggia Facu Regalia, proveniente dall'Atech e il britannico Jack Harvey, vincitore nel 2012 della F3 inglese. Il finnico Aaro Vainio passa invece dall'ART alla Koiranen, mentre Daniel Abt viene promosso in GP2. La MW Arden iscrive invece Carlos Sainz Jr., proveniente dalla F3 FIA, Robert Vișoiu, impiegato nel 2012 alla Jenzer sempre in GP3, e Daniil Kvyat, campione della F. Renault Alps 2.0. Sempre alla Koiranen viene ingaggiato Patrick Kujala, oltre che Kevin Korjus.
La Carlin ingaggia Luís Sá Silva, in arrivo dalla F3 Euro Series, Nick Yelloly, che ritorna nella categoria dopo una stagione in F. Renault 3.5, e Eric Lichtenstein, esordiente arrivato dalla Formula Ford. La Jenzer fa esordire un'altra ragazza, la venezuelana Samin Gómez e conferma gli elvetici Patric Niederhauser e Alex Fontana.
Dino Zamparelli passa dalla F2 alla Marussia Manor. Il campione della F3 tedesca, lo svedese Jimmy Eriksson trova un volante alla Status, ove ha come compagni di team Adderly Fong e Josh Webster. Carmen Jordá passa dalla Ocean, uscita dal campionato, alla Bamboo.
La Trident conferma Venturini, affiancandogli David Fumanelli, impiegato nel 2013 all'Arden, e Emanuele Zonzini, primo sammarinese della serie.
Per il fine settimana del Nürburgring, Alexander Sims sostituisce alla Status Grand Prix Adderly Fong, indisponibile poiché impegnato in altre competizioni in Cina. Lo stesso Sims a partire dal weekend di Spa corre per la Carlin al posto di Eric Lichtenstein. In occasione dell'ultimo weekend stagionale, ad Abu Dhabi, Robert Cregan prende il posto di David Fumanelli alla Trident, Dean Stoneman corre per la Koiranen GP al posto di Aaro Vainio mentre la Bamboo Engineering schiera due vetture anziché tre, con Melville McKee sostituito da Alice Powell e Lewis Williamson non presente.

### Tabella riassuntiva
| Team                  | Nr | Pilota              | Weekend di gare |
| --------------------- | -- | ------------------- | --------------- |
| ART Grand Prix        | 1  | Conor Daly          | Tutti           |
| ART Grand Prix        | 2  | Facu Regalia        | Tutti           |
| ART Grand Prix        | 3  | Jack Harvey         | Tutti           |
| MW Arden              | 4  | Carlos Sainz Jr.    | Tutti           |
| MW Arden              | 5  | Robert Vișoiu       | Tutti           |
| MW Arden              | 6  | Daniil Kvjat        | Tutti           |
| Carlin                | 7  | Luís Sá Silva       | Tutti           |
| Carlin                | 8  | Nick Yelloly        | Tutti           |
| Carlin                | 9  | Eric Lichtenstein   | 1-5             |
| Carlin                | 9  | Alexander Sims      | 6-8             |
| Jenzer Motorsport     | 10 | Samin Gómez         | Tutti           |
| Jenzer Motorsport     | 11 | Patric Niederhauser | Tutti           |
| Jenzer Motorsport     | 12 | Alex Fontana        | Tutti           |
| Marussia Manor Racing | 14 | Tio Ellinas         | Tutti           |
| Marussia Manor Racing | 15 | Ryan Cullen         | Tutti           |
| Marussia Manor Racing | 16 | Dino Zamparelli     | Tutti           |
| Status Grand Prix     | 17 | Jimmy Eriksson      | Tutti           |
| Status Grand Prix     | 18 | Adderly Fong        | 1-3, 5-8        |
| Status Grand Prix     | 18 | Alexander Sims      | 4               |
| Status Grand Prix     | 19 | Josh Webster        | Tutti           |
| Bamboo Engineering    | 20 | Lewis Williamson    | 1-7             |
| Bamboo Engineering    | 21 | Melville McKee      | 1-7             |
| Bamboo Engineering    | 21 | Alice Powell        | 8               |
| Bamboo Engineering    | 22 | Carmen Jordá        | Tutti           |
| Trident               | 23 | Giovanni Venturini  | Tutti           |
| Trident               | 24 | David Fumanelli     | 1-7             |
| Trident               | 24 | Robert Cregan       | 8               |
| Trident               | 25 | Emanuele Zonzini    | Tutti           |
| Koiranen GP           | 26 | Patrick Kujala      | Tutti           |
| Koiranen GP           | 27 | Aaro Vainio         | 1-7             |
| Koiranen GP           | 27 | Dean Stoneman       | 8               |
| Koiranen GP           | 28 | Kevin Korjus        | Tutti           |

## Circuiti e gare
Rispetto alla stagione 2012 la categoria non fa più tappa sul Circuito di Monte Carlo; in compenso affronta per la prima volta una gara al di fuori d'Europa, con l'ultimo appuntamento fissato sul circuito di Yas Marina. Escono, inoltre, dal calendario anche il circuito urbano di Valencia e Hockenheim, non presenti più in F1.

## Risultati e classifiche

### Gare
In gara 2 la griglia di partenza si basa sui risultati di gara 1, con i primi 8 piloti posizionati in ordine inverso; al pilota in pole in gara 2 non vengono attribuiti punti aggiuntivi.
| Gara | Gara | Circuito    | Tempo     | Velocità     | Pole position    | Giro veloce      | Pilota vincitore   | Team vincitore        |
| ---- | ---- | ----------- | --------- | ------------ | ---------------- | ---------------- | ------------------ | --------------------- |
| 1    | G1   | Barcellona  | 28'06"022 | 168,700 km/h | Tio Ellinas      | Tio Ellinas      | Tio Ellinas        | Marussia Manor Racing |
| 1    | G2   | Barcellona  | 29'44"420 | 159,397 km/h |                  | Kevin Korjus     | Aaro Vainio        | Koiranen GP           |
| 2    | G1   | Valencia    | 25'54"812 | 166,916 km/h | Conor Daly       | Carlos Sainz Jr. | Conor Daly         | ART Grand Prix        |
| 2    | G2   | Valencia    | 25'50"517 | 167,379 km/h |                  | Carlos Sainz Jr. | Robert Vișoiu      | MW Arden              |
| 3    | G1   | Silverstone | 31'37"496 | 167,395 km/h | Kevin Korjus     | Jack Harvey      | Jack Harvey        | ART Grand Prix        |
| 3    | G2   | Silverstone | 27'32"438 | 192,219 km/h |                  | Daniil Kvjat     | Giovanni Venturini | Trident               |
| 4    | G1   | Nürburgring | 28'27"197 | 162,293 km/h | Facu Regalia     | Facu Regalia     | Facu Regalia       | ART Grand Prix        |
| 4    | G2   | Nürburgring | 27'23"992 | 168,532 km/h |                  | Melville McKee   | Melville McKee     | Bamboo Engineering    |
| 5    | G1   | Hungaroring | 29'17"213 | 152,498 km/h | Aaro Vainio      | Aaro Vainio      | Aaro Vainio        | Koiranen GP           |
| 5    | G2   | Hungaroring | 28'59"150 | 154,082 km/h |                  | Facu Regalia     | Robert Vișoiu      | MW Arden              |
| 6    | G1   | Spa         | 32'40"446 | 166,972 km/h | Carlos Sainz Jr. | Daniil Kvjat     | Daniil Kvjat       | MW Arden              |
| 6    | G2   | Spa         | 27'45"036 | 196,596 km/h |                  | Alexander Sims   | Alexander Sims     | Carlin                |
| 7    | G1   | Monza       | 28'10"516 | 209,059 km/h | Daniil Kvjat     | Daniil Kvjat     | Daniil Kvjat       | MW Arden              |
| 7    | G2   | Monza       | 29'24"152 | 200,333 km/h |                  | Conor Daly       | Jack Harvey        | ART Grand Prix        |
| 8    | G1   | Yas Marina  | 29'40"145 | 157,013 km/h | Daniil Kvjat     | Daniil Kvjat     | Daniil Kvjat       | MW Arden              |
| 8    | G2   | Yas Marina  | 27'59"709 | 166,402 km/h |                  | Nick Yelloly     | Tio Ellinas        | Marussia Manor Racing |

### Classifica piloti
| Pos | Pilota              | BAR | BAR | VAL | VAL | SIL | SIL | NÜR | NÜR | HUN | HUN | SPA | SPA | MZA | MZA | ABU | ABU | Punti |
| --- | ------------------- | --- | --- | --- | --- | --- | --- | --- | --- | --- | --- | --- | --- | --- | --- | --- | --- | ----- |
| 1   | Daniil Kvjat        | 20  | Rit | 4   | 5   | 4   | 4   | Rit | 16  | 3   | 7   | 1   | 6   | 1   | 2   | 1   | 5   | 168   |
| 2   | Facu Regalia        | 24† | 14  | 2   | 7   | 3   | 5   | 1   | Rit | 6   | 4   | 3   | 3   | 3   | 4   | 15  | 16  | 138   |
| 3   | Conor Daly          | 3   | 5   | 1   | 8   | 22  | Rit | 10  | 9   | 2   | 8   | 2   | 2   | Rit | 8   | 4   | 3   | 126   |
| 4   | Tio Ellinas         | 1   | 4   | 6   | 4   | 5   | 6   | 2   | 6   | 11  | 10  | 8   | Rit | Rit | 11  | 7   | 1   | 116   |
| 5   | Jack Harvey         | 6   | 6   | 10  | 12  | 1   | 7   | 3   | 10  | 4   | 5   | Rit | Rit | 7   | 1   | 5   | 4   | 114   |
| 6   | Nick Yelloly        | 4   | Rit | 12  | 9   | 6   | 2   | 5   | 3   | 15  | 13  | 6   | 4   | 2   | Rit | 3   | 6   | 107   |
| 7   | Kevin Korjus        | 8   | 2   | 3   | 6   | 2   | 9   | 20† | 15  | 7   | 3   | 4   | 5   | 6   | 5   | 12  | 12  | 107   |
| 8   | Alexander Sims      |     |     |     |     |     |     | 8   | 2   |     |     | 5   | 1   | 5   | 6   | 2   | 7   | 77    |
| 9   | Aaro Vainio         | 5   | 1   | 7   | 2   | 11  | 8   | 14  | 11  | 1   | 9   | 20  | 22† | 16  | 13  |     |     | 75    |
| 10  | Carlos Sainz Jr.    | 15  | SQ  | 5   | 3   | 13  | 13  | 6   | 5   | 5   | 2   | Rit | 13  | 9   | 9   | SQ  | 18  | 66    |
| 11  | Robert Vișoiu       | 9   | 19  | 8   | 1   | 12  | Rit | 11  | 23  | 8   | 1   | 9   | 8   | Rit | 10  | 10  | 11  | 44    |
| 12  | Lewis Williamson    | 11  | 7   | 19  | 17  | 25† | 14  | 4   | 4   | 24  | Rit | 14  | 10  | 4   | 3   |     |     | 44    |
| 13  | Patric Niederhauser | 2   | 3   | 13  | Rit | 14  | 11  | 12  | 8   | 25  | 15  | Rit | 9   | 8   | Rit | Rit | 15  | 33    |
| 14  | Melville McKee      | 14  | Rit | 11  | Rit | 24  | 15  | 7   | 1   | 17  | Rit | 7   | Rit | 12  | 7   |     |     | 31    |
| 15  | Giovanni Venturini  | 12  | 8   | 15  | 13  | 8   | 1   | 16  | 14  | 9   | 6   | 11  | 11  | 11  | Rit | 11  | 9   | 26    |
| 16  | Dean Stoneman       |     |     |     |     |     |     |     |     |     |     |     |     |     |     | 6   | 2   | 20    |
| 17  | Alex Fontana        | 10  | 9   | 14  | 11  | 7   | 3   | Rit | 17  | 10  | 19  | 21  | 12  | Rit | Rit | 13  | 10  | 18    |
| 18  | Dino Zamparelli     | Rit | 15  | 9   | 10  | 10  | Rit | 9   | 7   | 12  | 20  | 10  | 7   | Rit | ES  | 9   | 8   | 13    |
| 19  | David Fumanelli     | 7   | 17  | Rit | Rit | Rit | 20  | 17  | 20  | 16  | 18  | 15  | 14  | 15  | 18  |     |     | 6     |
| 20  | Patrick Kujala      | Rit | 16  | 21  | 15  | Rit | ES  | 13  | 13  | 14  | 11  | 13  | 20  | 10  | 12  | 8   | 19  | 5     |
| 21  | Adderly Fong        | 23  | 11  | Rit | Rit | 9   | Rit |     |     | 20  | 17  | Rit | 16  | 19  | 20† | 17  | 21  | 2     |
| 22  | Eric Lichtenstein   | 18  | 10  | Rit | Rit | 14  | 10  | Rit | 21  | 18  | 16  |     |     |     |     |     |     | 0     |
| 23  | Luís Sá Silva       | 13  | 12  | Rit | 22  | 17  | 12  | Rit | 22  | Rit | 22  | 12  | 21† | Rit | 19  | 18  | 17  | 0     |
| 24  | Jimmy Eriksson      | 19  | Rit | 18  | 16  | 18  | 21† | Rit | 18  | 13  | 12  | 17  | 15  | 13  | Rit | 23  | 26  | 0     |
| 25  | Emanuele Zonzini    | 17  | Rit | 16  | 14  | 19  | Rit | 15  | 12  | Rit | Rit | Rit | 23  | 14  | 14  | 14  | 14  | 0     |
| 26  | Samin Gómez         | 16  | 13  | Rit | 19  | 20  | 18  | 18  | 19  | 19  | 14  | 16  | Rit | 17  | 15  | 22  | 25  | 0     |
| 27  | Robert Cregan       |     |     |     |     |     |     |     |     |     |     |     |     |     |     | 16  | 13  | 0     |
| 28  | Josh Webster        | Rit | Rit | 17  | 18  | 16  | 16  | Rit | Rit | 21  | SQ  | Rit | 18  | NP  | 16  | 21  | 22  | 0     |
| 29  | Ryan Cullen         | 21  | Rit | 20  | 20  | 21  | 17  | 19  | 25  | 23  | Rit | 18  | 17  | 20  | Rit | 20  | 24  | 0     |
| 30  | Carmen Jordá        | 22  | 18  | Rit | 21  | 23  | 19  | SQ  | 24  | 22  | 21  | 19  | 19  | 18  | 17  | Rit | 23  | 0     |
| 31  | Alice Powell        |     |     |     |     |     |     |     |     |     |     |     |     |     |     | 19  | 20  | 0     |
| Pos | Pilota              | BAR | BAR | VAL | VAL | SIL | SIL | NÜR | NÜR | HUN | HUN | SPA | SPA | MZA | MZA | ABU | ABU | Punti |

| Colore  | Risultato             |
| ------- | --------------------- |
| Oro     | Vincitore             |
| Argento | 2º posto              |
| Bronzo  | 3º posto              |
| Verde   | Finito a punti        |
| Blu     | Finito senza punti    |
| Viola   | Ritirato (Rit)        |
| Viola   | Non classificato (NC) |
| Rosso   | Non qualificato (NQ)  |
| Nero    | Squalificato (SQ)     |
| Bianco  | Non partito (NP)      |
| Bianco  | Non ha gareggiato     |
| Bianco  | Infortunato (INF)     |
| Bianco  | Escluso (ES)          |
| Bianco  | Gara cancellata (C)   |

### Classifica scuderie
| Pos | Team                  | Nº vettura | BAR | BAR | VAL | VAL | SIL | SIL | NÜR | NÜR | HUN | HUN | SPA | SPA | MZA | MZA | ABU | ABU | Punti |
| --- | --------------------- | ---------- | --- | --- | --- | --- | --- | --- | --- | --- | --- | --- | --- | --- | --- | --- | --- | --- | ----- |
| 1   | ART Grand Prix        | 1          | 3   | 5   | 1   | 8   | 22  | Rit | 10  | 9   | 2   | 8   | 2   | 2   | Rit | 8   | 4   | 3   | 378   |
| 1   | ART Grand Prix        | 2          | 24† | 14  | 2   | 7   | 3   | 5   | 1   | Rit | 6   | 4   | 3   | 3   | 3   | 4   | 15  | 16  | 378   |
| 1   | ART Grand Prix        | 3          | 6   | 6   | 10  | 12  | 1   | 7   | 3   | 10  | 4   | 5   | Rit | Rit | 7   | 1   | 5   | 4   | 378   |
| 2   | MW Arden              | 4          | 15  | SQ  | 5   | 3   | 13  | 13  | 6   | 5   | 5   | 2   | Rit | 13  | 9   | 9   | SQ  | 18  | 278   |
| 2   | MW Arden              | 5          | 9   | 19  | 8   | 1   | 12  | Rit | 11  | 23  | 8   | 1   | 9   | 8   | Rit | 10  | 10  | 11  | 278   |
| 2   | MW Arden              | 6          | 20  | Rit | 4   | 5   | 4   | 4   | Rit | 16  | 3   | 7   | 1   | 6   | 1   | 2   | 1   | 5   | 278   |
| 3   | Koiranen GP           | 26         | Rit | 16  | 21  | 15  | Rit | ES  | 13  | 13  | 14  | 11  | 13  | 20  | 10  | 12  | 8   | 19  | 207   |
| 3   | Koiranen GP           | 27         | 5   | 1   | 7   | 2   | 11  | 8   | 14  | 11  | 1   | 9   | 20  | 22† | 16  | 13  | 6   | 2   | 207   |
| 3   | Koiranen GP           | 28         | 8   | 2   | 3   | 6   | 2   | 9   | 20† | 15  | 7   | 3   | 4   | 5   | 6   | 5   | 12  | 12  | 207   |
| 4   | Carlin                | 7          | 13  | 12  | Rit | 22  | 17  | 12  | Rit | 22  | Rit | 22  | 12  | 21† | Rit | 19  | 18  | 17  | 168   |
| 4   | Carlin                | 8          | 4   | Rit | 12  | 9   | 6   | 2   | 5   | 3   | 15  | 13  | 6   | 4   | 2   | Rit | 3   | 6   | 168   |
| 4   | Carlin                | 9          | 18  | 10  | Rit | Rit | 14  | 10  | Rit | 21  | 18  | 16  | 5   | 1   | 5   | 6   | 2   | 7   | 168   |
| 5   | Marussia Manor Racing | 14         | 1   | 4   | 6   | 4   | 5   | 6   | 2   | 6   | 11  | 10  | 8   | Rit | Rit | 11  | 7   | 1   | 129   |
| 5   | Marussia Manor Racing | 15         | 21  | Rit | 20  | 20  | 21  | 17  | 19  | 25  | 23  | Rit | 18  | 17  | 20  | Rit | 20  | 24  | 129   |
| 5   | Marussia Manor Racing | 16         | Rit | 15  | 9   | 10  | 10  | Rit | 9   | 7   | 12  | 20  | 10  | 7   | Rit | ES  | 9   | 8   | 129   |
| 6   | Bamboo Engineering    | 20         | 11  | 7   | 19  | 17  | 25† | 14  | 4   | 4   | 24  | Rit | 14  | 10  | 4   | 3   |     |     | 75    |
| 6   | Bamboo Engineering    | 21         | 14  | Rit | 11  | Rit | 24  | 15  | 7   | 1   | 17  | Rit | 7   | Rit | 12  | 7   | 19  | 20  | 75    |
| 6   | Bamboo Engineering    | 22         | 22  | 18  | Rit | 21  | 23  | 19  | SQ  | 24  | 22  | 21  | 19  | 19  | 18  | 17  | Rit | 23  | 75    |
| 7   | Jenzer Motorsport     | 10         | 16  | 13  | Rit | 19  | 20  | 18  | 18  | 19  | 19  | 14  | 16  | Rit | 17  | 15  | 22  | 25  | 51    |
| 7   | Jenzer Motorsport     | 11         | 2   | 3   | 13  | Rit | 14  | 11  | 12  | 8   | 25  | 15  | Rit | 9   | 8   | Rit | Rit | 15  | 51    |
| 7   | Jenzer Motorsport     | 12         | 10  | 9   | 14  | 11  | 7   | 3   | Rit | 17  | 10  | 19  | 21  | 12  | Rit | Rit | 13  | 10  | 51    |
| 8   | Trident               | 23         | 12  | 8   | 15  | 13  | 8   | 1   | 16  | 14  | 9   | 6   | 11  | 11  | 11  | Rit | 11  | 9   | 32    |
| 8   | Trident               | 24         | 7   | 17  | Rit | Rit | Rit | 20  | 17  | 20  | 16  | 18  | 15  | 14  | 15  | 18  | 16  | 13  | 32    |
| 8   | Trident               | 25         | 17  | Rit | 16  | 14  | 19  | Rit | 15  | 12  | Rit | Rit | Rit | 23  | 14  | 14  | 14  | 14  | 32    |
| 9   | Status Grand Prix     | 17         | 19  | Rit | 18  | 16  | 18  | 21† | Rit | 18  | 13  | 12  | 17  | 15  | 13  | Rit | 23  | 26  | 18    |
| 9   | Status Grand Prix     | 18         | 23  | 11  | Rit | Rit | 9   | Rit | 8   | 2   | 20  | 17  | Rit | 16  | 19  | 20† | 17  | 21  | 18    |
| 9   | Status Grand Prix     | 19         | Rit | Rit | 17  | 18  | 16  | 16  | Rit | Rit | 21  | SQ  | Rit | 18  | NP  | 16  | 21  | 22  | 18    |
| Pos | Team                  | Nº vettura | BAR | BAR | VAL | VAL | SIL | SIL | NÜR | NÜR | HUN | HUN | SPA | SPA | MZA | MZA | ABU | ABU | Punti |

| Colore  | Risultato             |
| ------- | --------------------- |
| Oro     | Vincitore             |
| Argento | 2º posto              |
| Bronzo  | 3º posto              |
| Verde   | Finito a punti        |
| Blu     | Finito senza punti    |
| Viola   | Ritirato (Rit)        |
| Viola   | Non classificato (NC) |
| Rosso   | Non qualificato (NQ)  |
| Nero    | Squalificato (SQ)     |
| Bianco  | Non partito (NP)      |
| Bianco  | Non ha gareggiato     |
| Bianco  | Infortunato (INF)     |
| Bianco  | Escluso (ES)          |
| Bianco  | Gara cancellata (C)   |